# Responsa
Una responsa (en latín: plural de responsum, 'respuesta') comprende un cuerpo de decisiones y regulaciones escritas dadas por juristas académicos en respuesta a las preguntas dirigidas a ellos. En la era moderna, el término se usa para describir decisiones y regulaciones tomadas por expertos en derecho religioso histórico.

## En el Imperio romano
El derecho romano reconocía la responsa prudentium, es decir, las respuestas y pensamientos de los juristas, como una de las fuentes del ius scriptum (ley escrita), junto con las leyes que se originaban en los magistrados, el Senado romano o el emperador.
Un ejemplo particularmente conocido y con gran influencia fue el Digesta en 90 libros, obra principal del destacado jurista del siglo II Salvio Juliano. Fue un tratado sistemático sobre derecho civil y pretoriano, que consistía en la responsa a casos reales o hipotéticos, citado por muchos escritores jurídicos romanos posteriores.

## En el judaísmo
En la literatura rabínica, la responsa es conocida con el nombre de Sheleot u-Teshuvot (en hebreo: שאלות ותשובות) (en español: "preguntas y respuestas"), y comprende el cuerpo de decisiones escritas y regulaciones ofrecidas por los poskim (los rabinos que interpretan la ley judía").
La responsa del judaísmo rabínico constituye un género dentro de la literatura rabínica, en ella hay los comentarios (meforshim ) dedicados a la Biblia Hebrea (el Tanaj), la Mishná, el Talmud, y los códigos legales que marcan los acontecimientos de la vida cotidiana.
La literatura de la responsa cubre un periodo de 1.700 años y ha acompañado al pueblo judío. La responsa ha dado lugar al desarrollo de una literatura legal basada en la ley judía, la halajá, y ha tenido como resultado la elaboración de diversos códigos legales a lo largo de la historia del pueblo judío.
La responsa juega un rol importante en el desarrollo de la ley judía. Las preguntas planteadas son generalmente de tipo práctico, a menudo relacionadas con nuevas contingencias imprevistas, que no han sido previamente detalladas en los códigos legales, de modo que la responsa complementa a esos códigos de la ley judía.
La responsa funciona como una fuente de la ley, o al menos como un precedente legal, que puede ser consultada por aquellos eruditos rabínicos que posteriormente deben tomar las decisiones legales necesarias en sus regulaciones. De este modo, la responsa puede ser incorporada a los nuevos códigos legales. 
Además de las peticiones relacionadas con los dictámenes de los expertos en materia de halajá, muchas de las cuestiones planteadas son de carácter teórico, o bien pueden estar relacionadas con una responsa rabínica anterior.
La responsa debe contener regulaciones referentes a: la ética, los negocios, la filosofía, la religión, la astronomía, las matemáticas, la historia, la geografía, así como las diferentes interpretaciones de ciertos pasajes de la Biblia, la Mishná, la Guemará, el Talmud, y el Midrash. 
Aunque la literatura judía inicialmente tenía pocas obras de carácter histórico, muchas notas referentes a la historia del judaísmo han sido introducidas en la responsa. La responsa contiene información valiosa sobre la cultura judía y sobre los países donde los judíos vivieron.
La información puede dar pistas sobre las relaciones sociales y morales de otras épocas, ocupaciones, el hogar, las costumbres, las expresiones de alegría y tristeza, las distracciones, e incluso los juegos. La responsa rabínica, es un elemento importante para comprender e interpretar el texto de la Mishná y la Guemará.

## En la Iglesia católica
En la Iglesia católica, una responsa, es una respuesta que ha sido efectuada por el Dicasterio para la Doctrina de la Fe sobre ciertas cuestiones relacionadas con la fe y la moralidad. El Santo Oficio es la única organización vinculante en el seno de la Iglesia en materia de doctrina, y tiene el derecho exclusivo de publicar una responsa para los fieles.